# 三模合
三模合，又作三木合、三合、撒木合，蒙古帝国将领。蒙古散只兀氏。
三模合以勇猛著称，享“拔都”（勇士）称号，故又称三模合拔都（三合拔都）。随成吉思汗攻打金国。1214年，金宣宗迁都汴京（今开封市），奉命率契丹降将石抹明安等，与哗变归降的金乣军主帅斫答合兵进攻中都（今北京市）。出古北口，取景州、蓟州、檀州、顺州诸州。1215年，在通州收降金右副元帅蒲察七斤。金中都留守、右丞相完颜承晖因为援尽粮乏而自杀，三模合率军入据中都。接下来招降保定、新城、信安、雄州、霸州、文安、清州、沧州诸城。1216年秋，率师由西夏至关中，攻潼关，俘杀金朝西安军节度使尼庞古蒲鲁虎，直抵汴京杏花营，大掠而还。